# C8orf31
C8orf31 (англ. Chromosome 8 open reading frame 31) – білок, який кодується однойменним геном, розташованим у людей на 8-й хромосомі. Довжина поліпептидного ланцюга білка становить 132 амінокислот, а молекулярна маса — 14 527.
| 10         |  | 20         |  | 30         |  | 40         |  | 50         |
| ---------- |  | ---------- |  | ---------- |  | ---------- |  | ---------- |
| MAEKPHQNSC |  | NSVRQLFKTK |  | QLVTHRDRGS |  | CTHRAQGLLA |  | ARTTALQRSP |
| LQQEIWESTT |  | ALNLPSALAP |  | QGLTAKDAHF |  | LGDTDPIQEG |  | ARDHAAGGPF |
| QDRQASVAAQ |  | TLSWERGQGF |  | SRHHGNHLLY |  | SH         |  |            |

A: Аланін

C: Цистеїн

D: Аспарагінова кислота

E: Глутамінова кислота

F: Фенілаланін

G: Гліцин

H: Гістидин

I: Ізолейцин

K: Лізин

L: Лейцин

M: Метіонін

N: Аспарагін

P: Пролін

Q: Глутамін

R: Аргінін

S: Серин

T: Треонін

V: Валін

W: Триптофан

Задіяний у такому біологічному процесі, як альтернативний сплайсинг. 